# Patküla
Patküla är en ort i Estland. Den ligger i Helme kommun och landskapet Valgamaa, i den södra delen av landet, 170 km söder om huvudstaden Tallinn. Patküla ligger 72 meter över havet och antalet invånare är 243.
Terrängen runt Patküla är platt, och sluttar österut. Runt Patküla är det mycket glesbefolkat, med 6 invånare per kvadratkilometer. Närmaste större samhälle är Tõrva, 3,3 km nordost om Patküla. I omgivningarna runt Patküla växer i huvudsak blandskog.